# Franz Lenhart
Franz Lenhart (auch Franz J. Lenhart, eigentlich Franz Seraf Josef Lenhart; * 7. Jänner 1898 in Bad Häring; † 27. März 1992 in Meran) war ein österreichisch-italienischer Werbegrafiker und Maler.

## Leben
Lenhart stammte aus Kufstein, studierte in Wien und Florenz und ließ sich 1922 als junger Grafiker in Meran nieder. 1924 gelang ihm mit dem Plakat „Visitate le Dolomiti“ (Besucht die Dolomiten) für das italienische staatliche Tourismusamt Enit ein entscheidender Durchbruch.
1927 heiratete Franz Lenhart Bianca Pavinato.
Um 1930 hatte Lenhart seinen eigenen Stil gefunden, der vor dem Hintergrund der alpinen Landschaft dynamische Skifahrer oder elegante Frauen mit erotischer Ausstrahlung zeigte. Auf Lenharts Plakaten wurde Südtirol nicht mehr als Bergbauernland gezeigt, sondern als mondänes Freizeitparadies dargestellt. Lenhart malte auch Plakate für große Schifffahrtsgesellschaften und unternahm Reisen nach Jugoslawien, Griechenland, Türkei, Tunesien, Libyen, Ägypten und dem Fernen Osten, wo er Porträt-Aufträge ausführte. 1950 folgte ein Nord- und Südamerika-Aufenthalt, wo weitere Arbeiten entstanden. 1962 begann Lenhart mit den Wandgemälden in der ‚Wandelhalle‘ auf der Winterpromenade in Meran. Er lebte und arbeitete auf Schloss Winkel in Obermais.
1988 und 1989 fanden die beiden letzten großen Einzelausstellungen in Meran und Bozen statt.
Die Lenhart-Sammlung wird heute vom Touriseum, dem Südtiroler Landesmuseum für Tourismusgeschichte, verwahrt.

## Publikationen
- Alt-Meraner Typen – Tipi della vecchia Merano. Meran 1988.
- Der gute Kaiser Franzl: ein unseriöses Südtirol-Vademecum. Calliano: Manfrini 1994. ISBN 88-7024-504-7

## Werke (Auswahl)
- Visitate le Dolomiti, Plakat, 1924
- Società Automobilistica Dolomiti, Werbeplakat, 1932
- Savoyer Fresko in der Christ-Königs-Kirche Bozen, 1941
- Benito Mussolini, Porträt, Ölbild, 1943
- König Bumibol von Thailand und Königin Sirikit, Porträts, Ölbilder, 1987